# Влиянието на Австро-Унгария за създаването на албанската нация
Влиянието на Австро-Унгария за създаването на албанската нация (1896–1908) е книга, която представя монография на авторката, изследовател-архивист и полиглот с исторически уклон.
Книгата разкрива проектите на австроунгарската империя от края на ХІХ век и началото на ХХ век на Балканите и стремежа на най-слабия участник в Свещения съюз и по-късно и в Съюза на тримата императори - да създаде и утвърди една нова албанска нация на Балканите, респективно и причините довели създаването на самостоятелна албанска държава в хода на Балканските войни (като част от виенската имперска политика на Балканите).
Нациите на Балканите са исторически и политически, като към вторите принадлежат четири – албанската, турската, македонската и босненската. За разлика от турската, другите три си нямат известни бащи, но имат свои майки. Майка на албанската нация е австрийският империализъм, чийто конфесионални католически корени назад във времето се намират още в Житваторогския мирен договор от 11 ноември 1611 г. /сложил край на Дългата война/, по силата на клауза в който се предоставя правото на католиците да строят свои църкви в Османската империя, и за първи път в историята австрийският монарх е наречен - император. 

Създадена в хода на наполеоновите войни, Австрийската империя се нарежда сред победителките от войните, получавайки в патримониума си и бившите френски илирийски провинции, т.е. Далмация. Многонародностната империя, прилагайки двоен стандарт, влиза в стратегически сблъсък за контрола над Далмация първо с великосръбската доктрина, претендираща за османското наследство в Илирия, а от друга - и с пиемонтските амбиции на нововъзникналото кралство Италия /като своеобразен наследник на старата Венецианска република/. Квинтесенцията за тази австроунгарска имперска политика е заключена в следното съждение на Фердинанд Макс: 
| „ | Без Босна няма Далмация, без Далмация няма моряци, без моряци няма флот, а без флот няма велика сила. | “ |

:
Книгата представя и задълбочена картина на състоянието на албанското общество за периода от Берлинския конгрес до Балканските войни, а именно процесите на развитие и консолидиране на националното съзнание сред албанците, както и факторите, довели до забавянето му в сравнение с другите балкански народи. Тя дава отговор и на въпроса защо националният герой на страната е Скендербег, а националния символ - двуглавия орел.
След края на ПСВ, изчезва и покровителя на албанския национализъм. Фюрерът вижда в австрийската политика - общогерманска нелоялност - като една от причините за краха на Втория Райх. Ето защо, аншлусът води до други резултати - след сключеното тайно българо-германско споразумение, Норберт Йокъл, наместо за Тирана, е изпратен в източните окупирани територии, където намира смъртта си.